# 안녕 은하철도 999: 안드로메다 종착역
은하철도 999: 안드로메다 종착역(일본어: さよなら銀河鐵道 999 アンドロメダ終着驛)은 1981년에 개봉된 일본 애니메이션 영화이다.

## 줄거리
안드로메다의 라메탈 행성에는 천재 여성 과학자 프로메슘과 그녀의 남편 닥터 반이 살고 있었다. 그 둘은 완벽한 질서와 영원함이 가득 찬 기계 제국을 꿈꾸었다. 그리고 결국 프로메슘이 여왕이 되어 그들이 꿈꾸던 기계제국을 만들어냈지만, 그 기계제국에는 치명적인 단점이 있었는데 바로 인간이라는 존재성의 상실, 물질 만능주의가 그것이었다. 그리하여 기계 제국에 반기를 들고 살아가는 그 시대의 영웅들인 하록, 에메랄더스, 토치로 등이 존재하였다. 또한 프로메슘의 남편 닥터 반도 기계제국에 회의적었지만 그땐 이미 늦어 버린 후였다.
한편, 하록과 절친한 친구이자 우주 최고의 기사였던 흑기사 파우스트는 하록과는 달리 영원한 생명을 꿈꾸며 프로메슘의 뜻에 따라 기계 인간이 되어 기계제국의 전설의 전사가 된다. 그리고 그 파우스트의 부인이 바로 철이의 엄마였고, 파우스트의 아들이 철이었던 것. 닥터 반은 철이 엄마가 철이를 낳자 그 모자가 기계인간이 되는 것을 우려하여 그 둘을 비밀리에 지구로 피신시키게 되고, 그 사실을 알아차린 프로메슘은 지구로 기계 인간을 보내 철이 엄마를 사살하여 박제로 만든다. 하지만 파우스트는 철이를 기계제국으로 데려와 새로운 전설의 기계 전사로 만들길 원했고 프로메슘은 파우스트의 뜻에 따라 자신의 딸을 일종의 클론으로 변신시켜 지구로 철이를 찾아오도록 보내는데, 철이를 찾기 위해 메텔을 철이 엄마와 똑같은 겉모습을 갖게 한다.결국 안드로메다에 도착한 철이는 기나긴 여정을 통해 기계인간들에 대한 허와 실을 깨닫게 되고, 비록 끝이 있지만 꿈을 품고 살아 갈 수 있는 인간으로 남기를 결심한다. 철이는 운명적으로 자신의 아버지인 파우스트와 운명을 건 사투를 벌이게 된다. 기계제국과의 싸움을 마친 철이는 결국 다시 인간의 길을 찾아 999호를 타게 된다. 그렇게 철이는 그의 소년 시절을 마감한다.

## 출연

### 주연
- 노자와 마사코
- 이케다 마사코
- 키모츠키 카네타

### 조연
- 아사가미 요코
- 에모리 토오루
- 이노우에 마키오
- 죠 타츠야
- 카와시마 치요코
- 키미야 요시코
- 모리야마 슈이치로
- 오하라 노리코
- 시바타 히데카츠
- 타지마 레이코
- 토미야마 케이
- 츠보이 쇼코
- 오오츠카 치카오

## 기타
- 연출: 린타로

## 한국어 더빙 성우진(투니버스, 1997년)
- 우문희 - 철이 役
- 정희선 - 메텔 役
- 김기현 - 차장 役
- 신성호 - 캡틴 하록 / 나레이션 役
- 이현진 - 에메랄다스 役
- 김나연 - 메탈메나 / 미우타 役
- 최재호 - 라우로 役
- 박경혜 - 프로메슘 여왕 役
- 정승욱 - 파우스트 役
- 최준영 - 999호 役